# Война де лос Ременсас

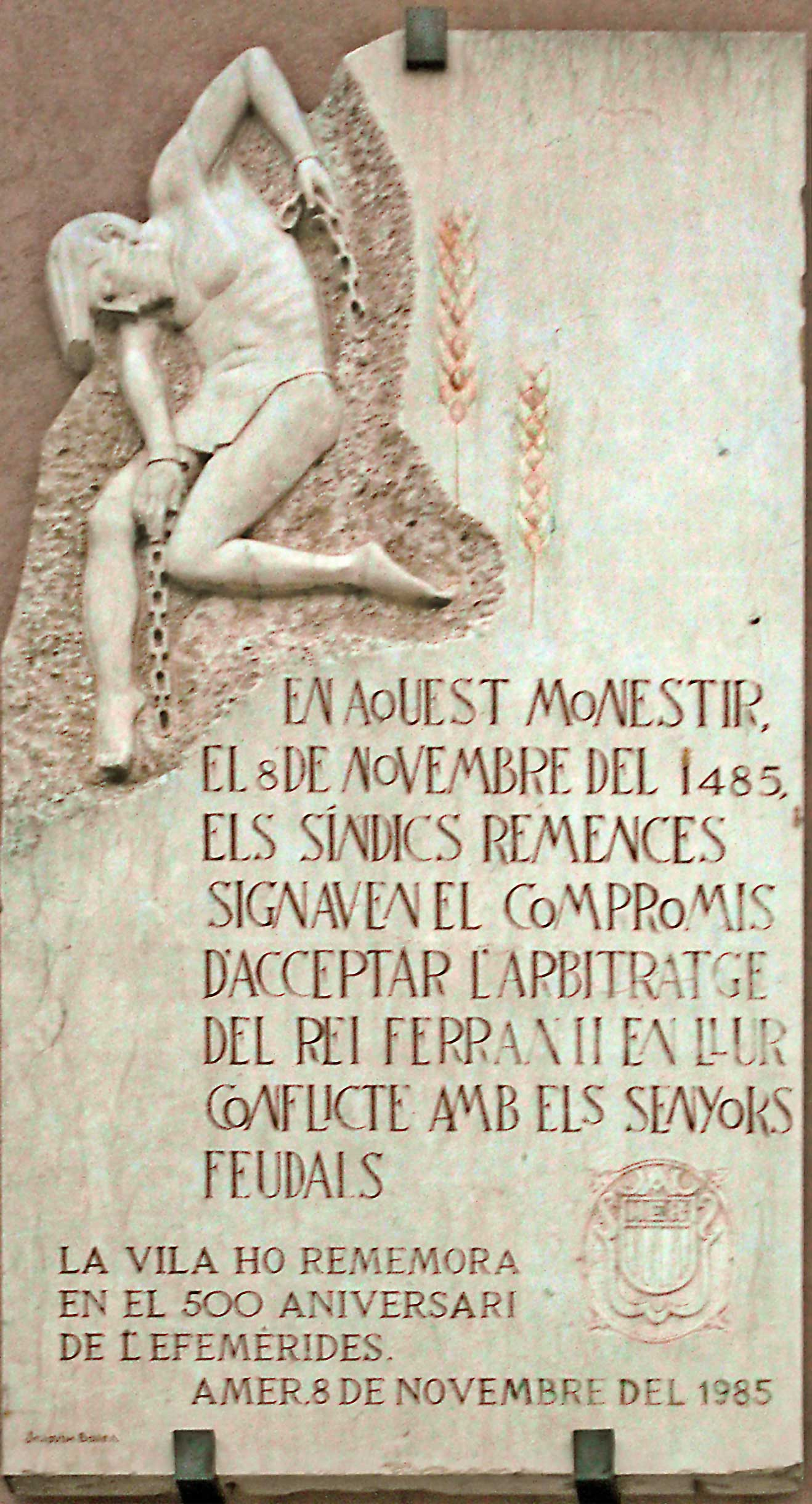
Плита, посвящённая 500-летию признания со стороны Ременсас посредничества Фердинанда II между ними и феодалами. Находится в монастыре Амер.

Война де лос Ременсас (также известная как Война ремесленников) — это народное восстание в позднесредневековой Европе против сеньориального давления, которое началось в Каталонском княжестве в 1462 году и закончилось через 10 лет без особых результатов.
Фердинанд II Арагонский окончательно разрешил конфликт Арбитражным судом Гваделупы в 1486 году, решением которого феодалам запретили жестокое обращение с зависимым от них населением, а крестьян обязали возместить убытки, понесённые сеньорами.

## Предшествующие события
В начале XIV века рост каталонских городов и распространение каталонской культуры и Арагонской короны привели к сокращению сельского населения, которое ещё больше уменьшилось из-за чумы. Знать ужесточила нормы, которые привязывали крестьян к земле (так называемая ременса, «плата крестьян за право уйти от владельца земли»). Кроме того, также началось гораздо более строгое соблюдение сеньориальных прав в целом, чем это было принято в последние столетия.
Самая сильная поддержка открытого восстания исходила от беднейших крестьян. Те, у кого было больше имущества — а таких было большинство на равнинах Вик, Эмпорда и Эль-Вальес, — пытались обратиться к королю с просьбой о реформах и прекращении злоупотреблений сеньориальными правами. Поскольку знать постоянно противостояла Арагонской короне, то представители последней рассматривали крестьян как потенциальных союзников в борьбе за власть.
В середине XV века Альфонсо V «Великодушный» Арагонский разрешил крестьянам создать крестьянскую гильдию (исп. sindicat remença) или примитивный профсоюз, предоставил им свободу и предпринял ряд других мер против злоупотреблений знати. Однако епископ Жироны встал на её сторону; вместе с Женералитатом Каталонии, контролируемым аристократией, оппозиция заставила Альфонсо пойти на попятную.
В борьбе против знати преемник Альфонсо, Хуан II, обратился за помощью к крестьянам. К маю 1461 года крестьянство объявило себя сторонником короля в этой борьбе.

## Первая война ременса
В 1462 году разразился бунт крестьян против дворянства и началась Первая Война Ременса. Одновременно знать начала войну против Хуана II. Крестьяне, возглавляемые Франческом де Вернталлатом, воевали, в основном, в горной местности, в то время как король и его войско, вооружённое самым обычным оружием, сражались вблизи побережья Средиземноморья. Спустя десять лет Хуан выиграл войну, хотя ему и не удалось искоренить рабство или провести реформы, имеющие значение.